# Crambe sventenii
Crambe sventenii är en korsblommig växtart som beskrevs av B. Pett., David Bramwell och Sundell. Crambe sventenii ingår i släktet krambar, och familjen korsblommiga växter. IUCN kategoriserar arten globalt som akut hotad. Inga underarter finns listade i Catalogue of Life.